# Rhyacophila abchasica
Rhyacophila abchasica là một loài Trichoptera trong họ Rhyacophilidae. Chúng phân bố ở miền Cổ bắc.